# Ramón Franco
Ramón Franco y Bahamonde, Salgado y Pardo de Andrade, španski letalski častnik, * 2. februar 1896, † 28. oktober 1938.
Bil je brat Francisca Franka in znan letalski pionir transatlantskih poletov. Kot prvi je leta 1926 preletel razdaljo med Evropo in Južno Ameriko.